# Gouvernorat du Mont-Liban
Pour l’article homonyme, voir Mont-Liban.
Le gouvernorat du Mont-Liban est une région historique et administrative libanaise, située dans le quart ouest du Liban, à l'est de Beyrouth. Cette région est considérée comme le noyau historique du Liban.
Il s'agit d'une région très fortement peuplée, qui représente à elle seule 28,45 % de la population du Liban sur 11,8 % de sa superficie, ce qui en fait la région la plus peuplée (1,6 million d'habitants en 2019) et la deuxième la plus densément peuplée (1 327 hab./km2) du Liban. Elle est peuplée à 87 % de chrétiens (maronites surtout) avec une minorité importante de druze (8,5 %, surtout dans les montagnes du Chouf). Son chef-lieu est Baabda, qui est aussi la capitale politique du Liban.
D'une superficie de 1 968,3 km2, elle est la quatrième plus vaste des neufs gouvernorats du Liban et rassemble quatre districts : Baabda, Aley, Chouf et Metn.
La région est limitrophe de cinq autres gouvernorats: Kesrouan-Jbeil, au nord, Beyrouth, à l'ouest, Liban-Sud, au sud, et les gouvernorats de Baalbek-Hermel et de la Bekaa, à l'est.

## Toponymie
La région tire son nom des Mont Liban. Depuis l'Antiquité, le nom « Liban » était utilisé pour désigner la masse montagneuse s'étendant de l'Oronte au nord jusqu'aux limites de la Palestine au sud. Cette masse montagneuse est composée de deux chaînes : la chaîne orientale et la chaîne occidentale. Selon certains spécialistes, c'est un des plus anciens toponymes qui subsistent.
L'hypothèse la plus soutenue par les spécialistes est que le nom « Liban » provient de la racine phénicienne lbn (𐤋𐤁𐤍) qui signifie « blanc », en référence au manteau neigeux permanent qui recouvre les Monts Liban, un véritable trésor dans cette région aride et déficitaire en eau qu'est le Moyen-Orient mais pourrait aussi faire référence à la couleur de ses roches calcaires blanches,. Jérémie mentionne dans l'Ancien Testament : « La neige du Liban abandonne-t-elle le rocher des champs ? Ou voit-on tarir les eaux qui viennent de loin, fraîches et courantes ? » (Jérémie 18:14).
Une autre explication le dérive du mot al-loubnā qui signifie l'arbre à storax, ou al-loubān qui signifie l'encens, en raison du parfum agréable de ses arbres et de ses forêts. Selon Pline l'Ancien, cet arbre était abondant au Liban, et les Grecs l'importaient pour la fumigation et ses propriétés médicinales.
Cette région constitue le noyau historique du Liban et, par extension de ses frontières, a donné son nom à l'État libanais au XIXe siècle lors de l'instauration de la moutassarifat du Mont-Liban et de la création de l'État libanais.

## Géographie

### Localisation
La région est située dans le quart ouest du Liban. Elle est limitrophe des gouvernorats de Kesrouan-Jbeil au nord, Beyrouth à l'ouest, Liban-Sud au sud, et les gouvernorats de Baalbek-Hermel et de la Bekaa à l'est.
La composition contemporaine du gouvernorat résulte de sa séparation des districts de Jbeil et du Kesrouan le 7 septembre 2017,. La région s'étend sur 1 968,3 km2, elle est la quatrième plus vaste des neufs gouvernorats du Liban (avec 11,8 % du territoire libanais). Elle est l'une des régions constitutives, avec Beyrouth, Kesrouan-Jbeil et le Liban-Nord du noyau historique du Liban et est de fait, considérée comme étant le noyau de l'État libanais.
Le gouvernorat est divisé en quatre districts:
| District | Nom arabe  | Chef-Lieu  | Population | Superficie (km2) | Densité (hab./km2) |
| -------- | ---------- | ---------- | ---------- | ---------------- | ------------------ |
| Aley     | قضاء عاليه | Aley       | 300 800    | 264              | 1 139              |
| Baabda   | قضاء بعبدا | Baabda     | 553 800    | 195              | 2 840              |
| Chouf    | قضاء الشوف | Beiteddine | 277 000    | 495              | 560                |
| Metn     | قضاء المتن | Jdeïdé     | 511 000    | 265              | 1 928              |

D'une superficie de 1 968,3 km2, elle est la quatrième plus vaste des neufs gouvernorats du Liban. Son chef-lieu est Baabda, qui est aussi la capitale politique du Liban. La région, encerclant Beyrouth mais aussi englobant certains districts de la capitale, elle est souvent qualifiée comme constituant la banlieue de Beyrouth et une grande partie est incluse dans la métropole du Grand Beyrouth.

### Géologie

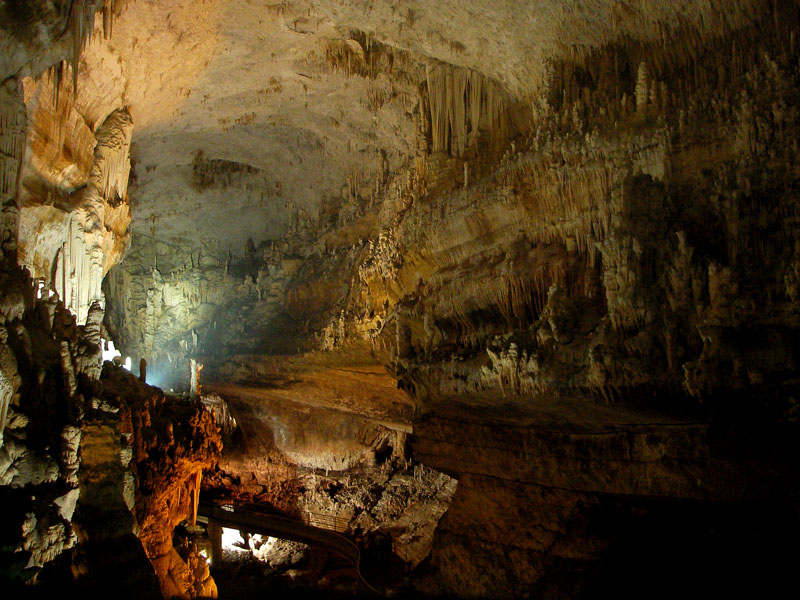
La Grotte de Jeita est située à la frontière des gouvernorats du Mont-Liban et de Kesrouan-Jbeil.

En dehors des zones, les carrières et zones rocheuses exploitables sont encore nombreuses dans la région.
La région est constituée d'une plaine littorale étroite, discontinue et entrecoupée de promontoires rocheux. Dominant le littoral, le mont Liban est une puissante muraille calcaire. Les sommets, constitués de hauts plateaux élevés sur une zone karstique, sont fortement entrecoupés de gorges s'enfonçant parfois sur plus de 1 000 m, comme celles du Nahr Beyrouth ou du Nahr Ibrahim.
La massivité de ces reliefs témoigne de leur extrême jeunesse morphologique. Ils résultent principalement de la dernière phase orogénique, celle du Villafranchien, et ont subi peu de modifications depuis cette époque. Les surfaces sommitales présentent une série de facettes correspondant à des niveaux d’érosion successifs, de plus en plus récents à mesure que l’on se rapproche du centre de la montagne, où elles se recoupent progressivement. Cette surface polycyclique, déformée par les dernières tectoniques en un large bombement, constitue la base du relief actuel. Elle a été partiellement entaillée par le dernier cycle d’érosion, révélant au cœur du massif des formes structurales évoquant les Pré alpes.
En périphérie, on observe des niveaux d’aplanissement inclinés, profondément incisés par des gorges épigéniques. Le mont Liban (3 088 m) en offre un exemple caractéristique : ses hautes surfaces karstifiées dérivent directement de la structure calcaire cénomane.

### Relief

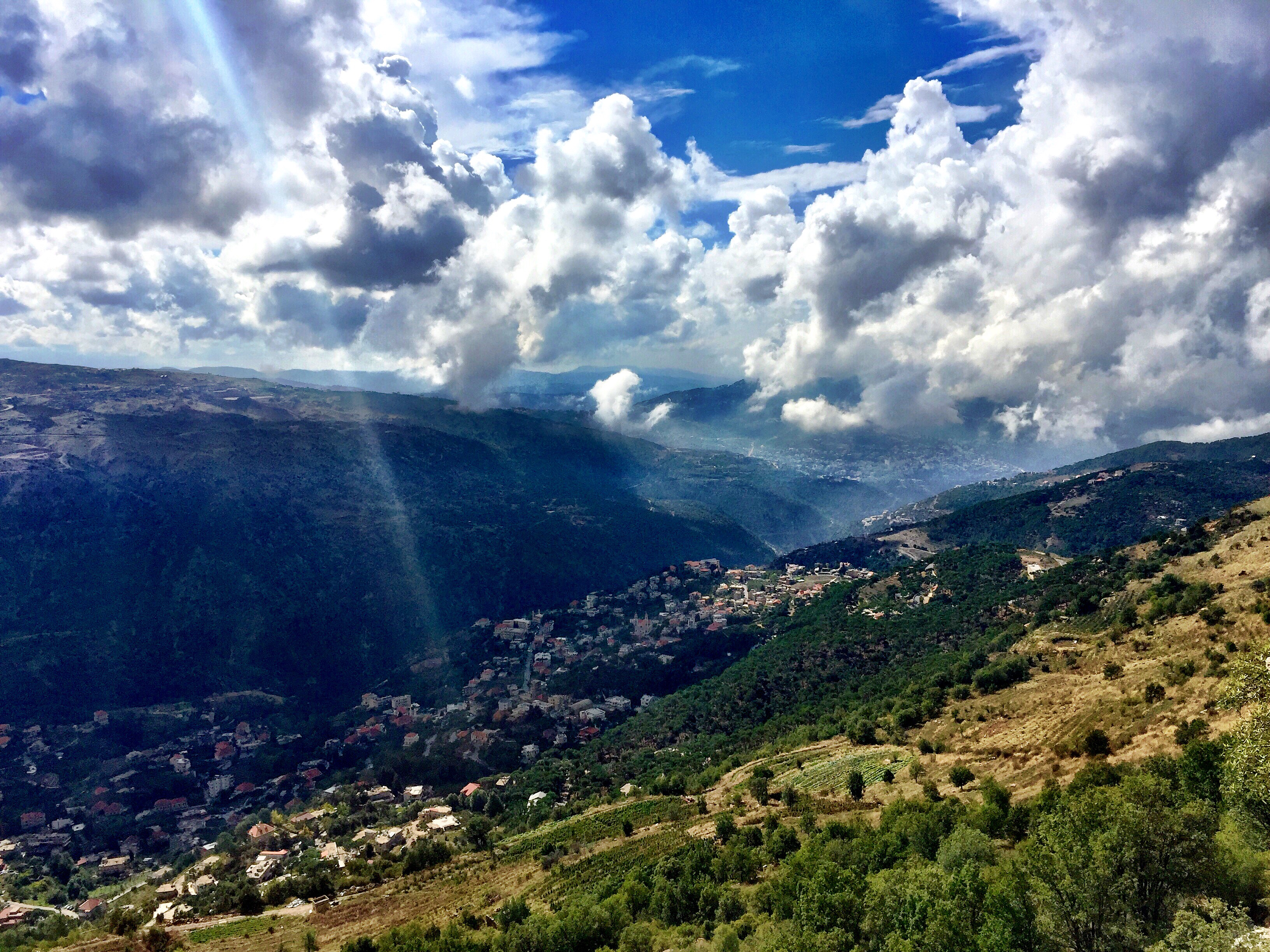
Vue du village de Baskinta, Chouf.

Le relief du gouvernorat est très varié : le relief va de 3 000 m d'altitude jusqu'au niveau de la mer Il s'étend des plages de la mer Méditerranée à l'ouest jusqu'aux sommets du Mont Kneisseh à l'est. La montagne occupe la plus grande partie du territoire.
On distingue, d'ouest en est, deux zones successives :
- l'étroite plaine côtière alluviale, limitée par une côte coupée de promontoires rocheux favorables à l'installation de ports (port de Jounieh) et de zones estivales (Damour) ;
- le massif du mont Liban s'incline lentement de l'est vers l'ouest. Des rivières creusent des gorges profondes dans la montagne. Le versant occidental est couvert de forêts de pins et de cèdres (Barouk) ;

Le gouvernorat tire son nom du Mont-Liban, mais la population se concentre principalement sur les pentes occidentales de la chaîne de montagnes qui entourent la capitale, Beyrouth, sur trois de ses côtés. Une partie de la région est considérée comme faisant partie de la métropole du Grand Beyrouth.

### Hydrographie
Les ressources hydrologiques sont essentiellement liées aux reliefs montagneux du bourrelet méditerranéen. Le gouvernorat abrite cinq fleuves permanents:
- Le Nahr el-Kalb: prend naissance à une faible altitude d'une source issue de la Grotte de Jeita, et reçoit l'apport saisonnier de torrents nés en amont dans le Mont-Liban.
- Le fleuve Beyrouth: de l'est vers l'ouest, est issue des pentes occidentales du mont Kneisseh et du sud du mont Sannine, près des villages de Hammana et de Falougha, avant de se tordre et de se vider sur le littoral de Beyrouth.
- Le fleuve de Damour
- Le fleuve d'Antelias
- Le fleuve Aouli
- Le fleuve Ibrahim

Le gouvernorat possède aussi deux barrages: de Bekaatet et de Qaysamani. Et comprend de nombreux lacs: Ain Mefleh, Ain al Aajouz, Nabaa al-Mamboukh, Maqial el-Mosri.

### Axes de communication et transports

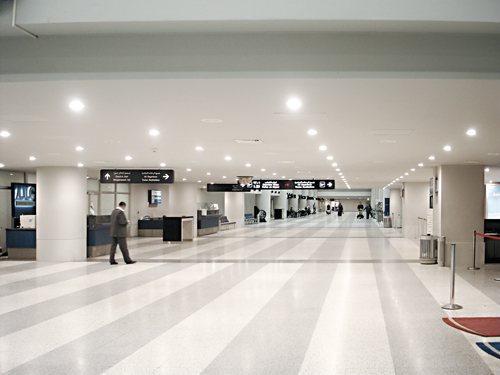
Intérieur de l'aéroport international de Beyrouth - Rafic Hariri.

Du fait de sa proximité avec Beyrouth, de son importance économique et démographique, le gouvernorat du Mont-Liban est un carrefour majeur est communications et des transports au Liban:
- L'aéroport international de Beyrouth, principale porte d'entrée au Liban et qui dessert Beyrouth, est situé à Choueifat, en banlieue beyrouthine dans le gouvernorat du Mont-Liban.
- Le chemin de fer de Beyrouth à Damas y transitait et y desservait de nombreuses villes tel Aley.
- L'autoroute Beyrouth-Damas y prend source.
- Des bus privés assurent le transport entre la région et la capitale libanaise: d'Aley et de Faraya[12].

La région possède aussi pour port maritime le port de Jounieh, un des principaux ports du Liban.

## Économie

### Industries
L'économie du Mont-Liban repose principalement sur les activités industrielles. Le Gouvernorat abrite la plus forte concentration d'entreprises industrielles au Liban, avec 58 % du nombre total d'entreprises industrielles libanaises. Plus de 12 zones industrielles sont ainsi situés dans la région.
La majorité de ces entreprises sont des sociétés agroalimentaires (17,93 %), représentant 34 % du nombre total d'entreprises agroalimentaires au Liban. Ce secteur est suivi par les entreprises de papeterie et d'impression, qui représentent 13,15 % des entreprises industrielles du Mont-Liban.
L'Institut de recherche agricole libanais (LARI), une organisation gouvernementale relevant du Ministère de l'Agriculture, qui mène des recherches scientifiques appliquées et fondamentales pour le développement et l'avancement du secteur agricole au Liban, dispose d'un centre de recherche principal situé dans le Mont-Liban, où il se concentre sur la santé animale, la production de vaccins, les virus, le contrôle de la qualité, la protection des plantes et les problèmes de nutrition.

### Tourisme
Le gouvernorat du Mont-Liban abrite 5 des 9 sites touristiques les plus populaires au Liban, ainsi que 260 hôtels, ce qui en fait la région avec le plus grand nombre d'hôtels, à l'exception de Beyrouth.

## Histoire
Le Mont-Liban a constitué le cœur de l'Émirat du Mont-Liban avant l'indépendance et reste l'un de ses principaux centres économiques aujourd'hui. L'histoire du Mont-Liban est ainsi intrinsèquement liée à celle du Liban moderne.

### Moyen-Âge
Le mont Liban, solide chaîne de montagnes du Proche-Orient en bordure du littoral de la mer Méditerranée, se peupla progressivement au Moyen Âge en tant que « montagne-refuge ». En effet, ses grottes et vallées furent un abri pour les communautés minoritaires persécutées ou marginalisées dans la région. Le Proche-Orient a en effet été tour à tour byzantin, puis omeyyade et abbasside après la conquête des Arabes, puis passe sous la domination des Francs à la suite des Croisades, puis des Mamelouks, et enfin des Ottomans (il le restera jusqu'au début du XXe siècle).
Protégée par un relief abrupt, la population de la montagne est organisée en un tissu très diversifié de clans et familles. Les communautés religieuses y sont dissidentes par rapport aux religions majoritaires du littoral : l'islam sunnite et le christianisme orthodoxe. Les deux principales communautés sociales et religieuses implantées dans le Mont-Liban sont alors les Maronites et les Druzes. Fuyant leurs lieux d'origine de la vallée de l'Oronte vers le VIIe siècle, accusés par les Byzantins de monothélisme puis surtout bousculés par les conquêtes islamiques, les Maronites cherchent refuge dans la partie nord du Mont-Liban. Au sud, la montagne voit arriver les Druzes, secte islamique née en Égypte et établie dans le mont Hermon. Les Druzes s'établirent surtout dans la région montagneuse du Chouf.
Cette diversité communautaire qui se retrouve alors dans le Mont-Liban n'est pas unique parmi les régions dominées par l'Empire ottoman, multiethnique et multiconfessionnel. Les communautés non musulmanes y jouissent d'une autonomie presque totale en termes de statut personnel, les Ottomans ayant systématisé les prescriptions du Coran relatives à la protection des gens du Livre (dhimma) en échange du paiement de la capitation (jizya). Cependant, la spécificité libanaise qui s'affirme à partir du XVIe siècle provient de l’émergence de « forces d’intégrations » entre les trois communautés maronite, druze et chiite. C'est la symbiose entre ces communautés qui a permis une affirmation d'un émirat de la montagne libanaise.

### Période ottomane
L'histoire de la montagne libanaise prend un tournant inédit au XVIe siècle lorsqu'elle se constitue en une entité juridico-politique : l’Émirat du Mont-Liban. Car s'il existe au sein de l'Empire ottoman plusieurs régions à forte diversité communautaire, la spécificité libanaise qui s'affirme dans le Mont-Liban à partir du XVIe siècle provient de l’émergence de « forces d’intégrations » entre les trois communautés maronite, druze et chiite. C'est la symbiose entre ces communautés qui permet l'affirmation d'un émirat de la montagne libanaise.

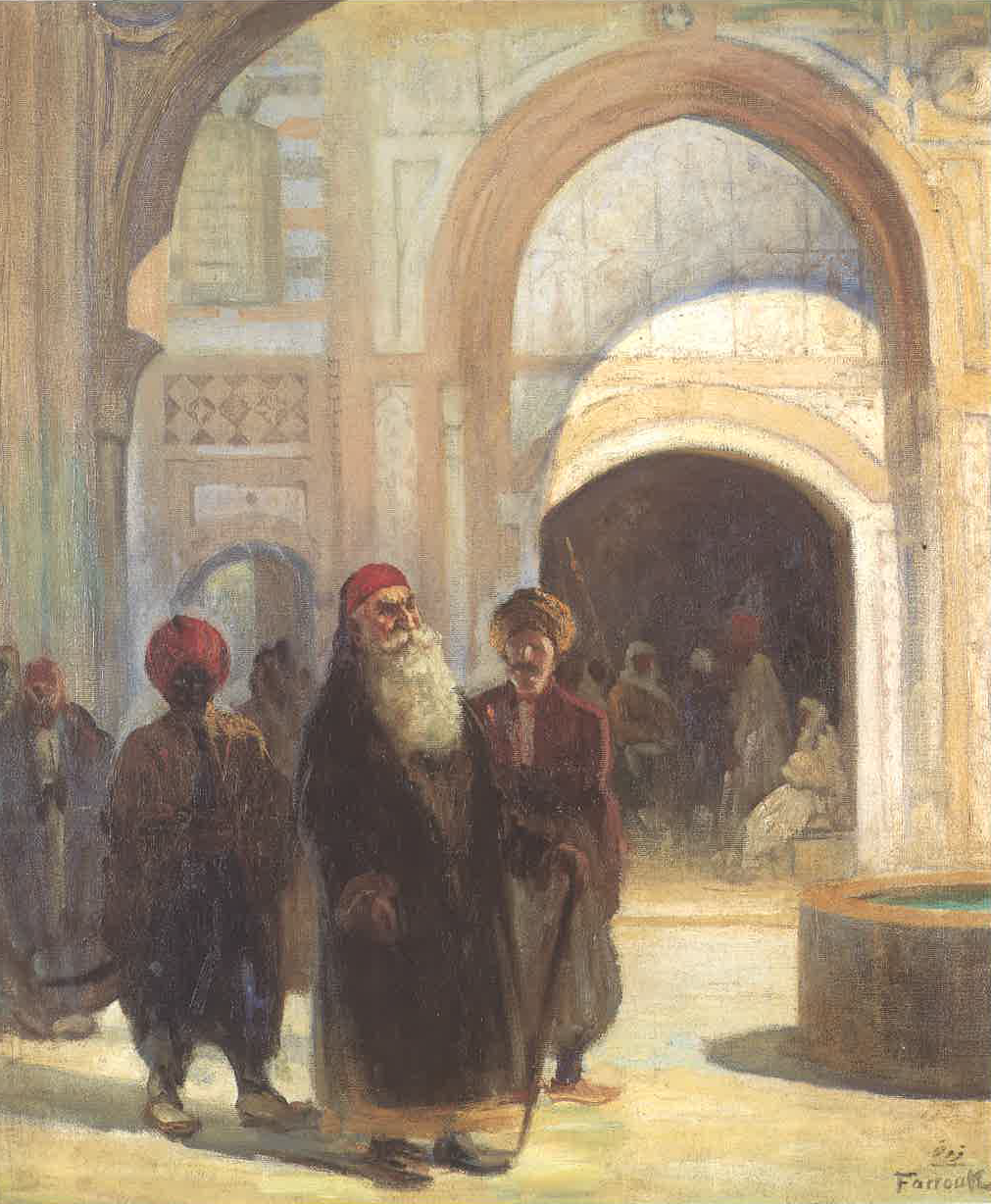
L'émir Bachir Chehab II et le sheikh Nassif al-Yazigi au palais de Beiteddine.

L’émirat de la Montagne est marqué par la figure de Fakhreddine II, qui régna de 1590 à 1635. Cherchant à s’émanciper de l'emprise exercée par l'Empire ottoman, il dut faire face à plusieurs campagnes militaires menées par les troupes de la Sublime Porte. Capturé par ces dernières, il fut décapité à Constantinople.
La dynastie Maan n'ayant pas d’héritier mâle, c'est à la famille Chehab que revient le contrôle de la montagne libanaise. Les autorités de Sidon et Damas reconnaissent l'autorité des Chehab sur le Chouf. Des divisions internes à la communauté druze persistent néanmoins avec l’opposition venant de la famille Yazbek. Afin de favoriser l’allégeance de la population et des notables, les Chehab, d'origine sunnite se présentent souvent comme druzes. En 1770, Yusuf converti au christianisme maronite, devient émir du mont Liban.
Cette conversion est le résultat d'un schisme dans la famille, mais elle représente aussi une reconnaissance d'un changement d'équilibre au profit des maronites, dans les rapports d'influence économiques aussi bien que démographique, dans une région qui voit sa population passer d'environ 80 000 âmes vers le milieu du xvie siècle à 235 000 vers 1780, croissance qui bénéficie largement aux populations chrétiennes au détriment essentiellement des druzes et chiites (qui passe de 40 % de la population a 20 % vers 1840).
Après, les différentes capitulations, et notamment le traité franco-ottoman de 1740, la France bénéficie d'une position dominante dans le commerce au Levant, et les maronites deviennent des partenaires privilégiés. Une tendance qui ne fera que s'accélérer sous le règne de Bachir II (1788-1840). Il reste neutre lors du siège d'Acre de 1799 par Napoléon contre Ahmed Pacha, connu comme le Djezzar (le boucher), le gouverneur de la région de Sidon, ayant son siège à Acre. Ce dernier nommé par la Sublime Porte en 1775, contrôle la Palestine et le Liban, et auréolé du prestige de la victoire sur Napoléon, exerce le plein contrôle sur le littoral libanais, incluant Beyrouth et interfère dans la politique des Chehab contrôlant l'arrière-pays, notamment via les différents seigneur druzes. Par ailleurs après la mort du pacha en 1804, Bachir II émerge comme la force dominante de la région, qui tout en s'appuyant sur les Joumblatt, va exercer des représailles, tel la confiscation de terres des tribus druzes ayant collaboré avec le Djezzar, ce qui nourrira un ressentiment de ces derniers envers les Chehab.
Lorsqu'en 1820, le nouveau pacha de Sidon, Abdullah Pacha, demande davantage de taxes, Bachir II exonère les druzes afin de conserver l’allégeance des Joumblatt et fait reposer le fardeau sur les maronites, ce qui génère une révolte initié par un mouvement de religieux maronites emmené entre autres par l’évêque Yusuf Itsfan (1759-1823): ce mouvement connu comme l'ammiya (révolte populaire) milite pour l’égalité des droits et devoirs (pas plus de taxe pour les chrétiens que les musulmans...) et la fin du système féodal,. Il réunit environ 6 000 personnes près de Beyrouth qui s'accordent à nommer un représentant par village (wakil). Le mouvement est aussi soutenu par le chef des druzes Yazbek et des cheikh chiites. Pendant que le pacha de Sidon recule, Bachir II est capable de réprimer le mouvement. Une deuxième assemblée se tient à Lehfed. Avec l'assistance des Joumblatt, Bachir II est toujours capable de contenir le soulèvement, notamment en faisant empoisonner Yusuf Itsfan. Le mouvement est néanmoins considéré marquer un tournant dans l'histoire du Liban comme étant le premier mouvement organisé politiquement, mais qui, initié par l’Église, introduit aussi les germes d'une organisation politique marqué sur un clivage confessionnel.
En 1831, éclate la première guerre égypto-ottomane, où Ibrahim Pacha, le fils de Méhémet Ali, pacha d'Égypte, conquiert la Syrie au détriment de la Sublime Porte. Bachir II choisit de collaborer avec Ibrahim Pacha dès son arrivée en Syrie commençant par le siège d'Acre qui dure 7 mois. La Convention de Kütahya arrangée par la France et la Russie en mai 1833, reconnaît Ibrahim comme gouverneur de la Syrie (incluant le Liban) toujours officiellement sous la suzeraineté de la Sublime Porte.
Dans cette période, Bachir II, qui emménage dans son nouveau Palais de Beiteddine en 1832, est alors chargé de mettre en place la politique d'Ibrahim, consistant en de lourdes taxes affectant tous les niveaux de la société, puis l’instauration la conscription. Beaucoup de jeunes hommes fuient, ce qui affecte l’économie de la région. Bachir II devient impopulaire et des révoltes éclatent lorsque Ibrahim demande que les communautés druze et chrétienne soit désarmées en 1839-1840,.
À la suite de la volonté de Méhémet Ali de se défaire de la suzeraineté de la Sublime Porte en 1838, cette dernière engage la deuxième guerre égypto-ottomane en 1839 où les Ottomans sont défaits par les Égyptiens. Le 4 novembre, les druzes capturent Deir-el-Qamar et se livrent à des massacres de chrétiens. Bachir III est alors exfiltré et déposé par les ottomans en janvier 1842. Les intervenants parlent alors d'une situation de guerre civile entre maronites et druzes.
À partir de 1840, l'entité socio-politique autonome du Mont-Liban entre dans une période de forte déstabilisation marquée par le massacre de chrétiens maronites par les Druzes. Les causes de cette crise sont multiples, tant politiques que sociales, externes au microcosme du Mont-Liban ou endogènes.
Dans le contexte de la question d'Orient, le Mont-Liban est une région propice à l'interventionnisme des puissances occidentales désireuses d'accentuer leur influence locale face au pouvoir ottoman. La France s'est ainsi fait l'alliée de la communauté maronite et le Royaume-Uni celle de la communauté druze dans leurs revendications vis-à-vis du pouvoir ottoman. D'autre part, on observe alors une poussée démographique et une ascension sociale des maronites, traduite politiquement par des velléités hégémoniques de l'émir Bachir Chehab II sur l'ensemble de la montagne. Tout ceci entraîne donc une rupture de la symbiose qui existait entre les deux communautés majoritaires druze et maronite, et des massacres intercommunautaires.
Pour remédier à la crise, les puissances occidentales, notamment l'Autriche-Hongrie, appuient la constitution en 1842 d'un régime du double caïmacanat, ou double préfecture. Il s'agit d'une tentative de « territorialisation » des communautés maronite dans la partie nord de la montagne, et druze dans la partie sud. Ce régime marque le passage dans la montagne de l'ordre féodal de l'émirat à un ordre confessionnel qui perdurera par la suite lors de la création de la république moderne du Liban.

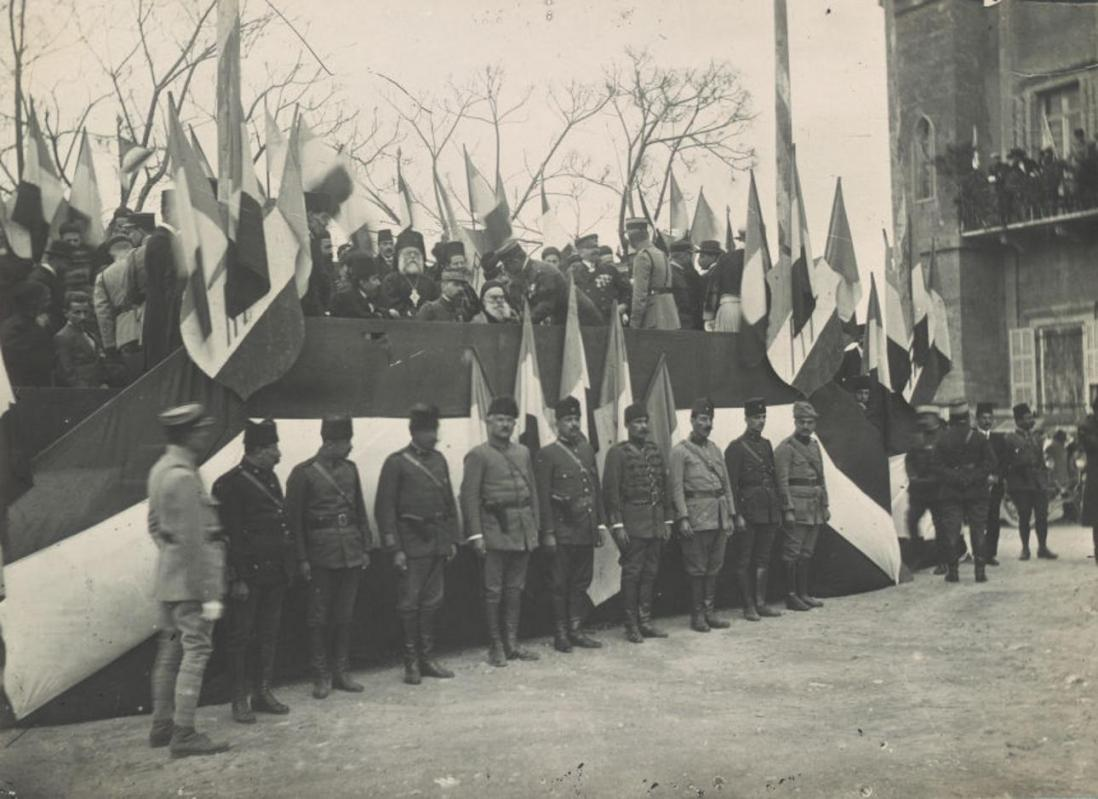
Vue de la tribune officielle lors de la visite du général Gouraud (à ses côtés Mgr Howayek, patriarche maronite), Baabda. (vers janvier 1920)

Cependant, la double-préfecture ne peut être viable de par le problème insolvable que pose l'existence de nombreux villages mixtes druzes-maronites. En 1845, l'armée turque, ignorant son autonomie, envahit la montagne et désarme la population chrétienne, provoquant le début de son massacre par les druzes. Les tensions et massacres atteignent leur paroxysme en 1860, épisode tristement célèbre de l'histoire de la montagne libanaise.
À la suite des massacres des Maronites par les Druzes de 1840 à 1860, les grandes puissances de l'époque (la France, le Royaume-Uni, l'Autriche-Hongrie, la Russie, la Prusse) envoient un corps expéditionnaire et obligent l'Empire ottoman à créer une province (mutasarrifiya) autonome du Mont-Liban en 1861. C'est pendant cette période d'autonomie que sont créés les premiers conseils municipaux élus au Liban, en 1879 à Jounieh par exemple. Entre 1880 et 1914 la croissance démographique et la crise de la sériciculture provoquent un très important mouvement d'émigration vers les Amériques qui touche au moins le quart de la population.
À l'issue de la Première Guerre mondiale, le Mont-Liban et ses périphéries se trouvent dans la zone d'influence française, telle que définie par les accords alors secrets entre la France et le Royaume-Uni, dits accords Sykes-Picot du 16 mai 1916.
Un mouvement nationaliste arabe mobilise des intellectuels de Beyrouth et du Mont-Liban qui aspirent à l'indépendance de la Syrie, sous la direction d'un souverain arabe, tandis que d'autres, parmi lesquels les Maronites sont majoritaires, pensent à un État libanais indépendant, protégé par ses liens privilégiés avec la France. Le 27 octobre 1919, le patriarche maronite Hoyek remet à l'assemblée générale de la conférence de la paix à Paris un memorandum réclamant l'indépendance du Liban dans ses frontières historiques et avec l'aide de la France. En mars 1920, un royaume arabe de Syrie est proclamé par les nationalistes arabes, réservant un statut d'autonomie au Mont-Liban, mais l'armée française met fin à cette tentative. Le 25 avril 1920, la conférence de San Remo, antécédent du traité de Sèvres, met officiellement fin à la souveraineté ottomane : la France obtient de la Société des Nations un mandat sur les régions syriennes du Levant. Après la bataille de Khan Mayssaloun (24 juillet 1920), les partisans du royaume arabe doivent quitter le pays qui passe sous l'autorité mandataire française.
Le 1er septembre 1920, le gouverneur français Henri Gouraud, à la demande des Maronites, proclame à Beyrouth l'État du Grand Liban et fixe ses frontières. Celles-ci incluent non seulement des populations maronites, mais des musulmans sunnites et chiites, des Alaouites et des Druzes. Les clivages rendaient improbable la naissance d'une entité politique libanaise unifiée, d'autant que chaque communauté gardait en mémoire sa version bien particulière de l'histoire, rarement en accord avec celle des autres.

### Gouvernorat du Liban moderne

Anciennes limites du gouvernorat du Mont-Liban

## Population et société

### Démographie
Les principales régions du gouvernorat de Mont-Liban incluent Baabda, qui abrite également le Palais présidentiel, où réside le président du pays, et comprend des banlieues sud de Beyrouth, ce qui a contribué à l'augmentation de la population en raison des vagues successives de migration. Elle abrite aussi de nombreuses institutions publiques, ministères, et le campus universitaire de l’Université libanaise.